# Dana Wheeler-Nicholson
Dana Wheeler-Nicholson est une actrice américaine, née le 9 octobre 1960  à New York. 

## Biographie
Dana Wheeler-Nicholson est la petite-fille de Malcolm Wheeler-Nicholson, aventurier, romancier et éditeur américain à l'origine de la maison d'édition de bande dessinée DC Comics et de son plus ancien titre, Detective Comics. Elle a été la petite amie de l'acteur David Duchovny en 1995. Elle est mariée au réalisateur Alex Smith.

### Carrière
Elle commence sa carrière à la fin des années 1970, par une apparition non-créditée au générique de L'Âge de cristal (1976), de  Michael Anderson.
Dana est surtout connue pour son rôle, de Gail Stanwyk, dans la comédie, Fletch aux trousses, en 1985, où elle donna la réplique à Chevy Chase, ou encore avec sa participation au film Tombstone (1993) . Mais c'est surtout à la télévision, qu'elle fait carrière et en particulier dans les séries tels que : Sex and the City, X-Files, aux frontières du réel, Seinfeld, Boston Public, Boston Justice, New York, police judiciaire et en 2007, dans Friday Night Lights.

## Filmographie

### Cinéma
- 1976 : L'Âge de cristal : la jeune fille à la fin[1]
- 1984 : La Petite Fille au tambour : Katrin
- 1984 : Mrs. Soffel : Jessie Bodyne
- 1985 : Fletch aux trousses (Fletch) de Michael Ritchie : Gail Stanwyk
- 1990 : Circuitry Man : Lori
- 1993 : My Life's in Turn around : Rachel
- 1993 : The Night We Never Met : Inga
- 1993 : Tombstone : Mattie Blaylock Earp
- 1995 : Frank & Jesse : Annie
- 1995 : Bye Bye Love de Sam Weisman : Heidi Schmidt
- 1995 : Denise au téléphone (Denise Calls Up) d'Hal Salwen : Gail Donelly
- 1995 : The Pompatus of Love : Kathryn
- 1997 : Jamaica Beat : Lori Peterson
- 1997 : Nick and Jane : Jane
- 1997 : Living in Peril : Linda Woods
- 2001 : Sam the Man : Femme #2 au restaurant[2]
- 2001 : Escrocs : Hôtesse de la Galerie[1]
- 2003 : The Battle of Shaker Heights (en) d'Efram Potelle (en) et Kyle Rankin et Kyle Rankin et Kyle Rankin : Mathilda[2]
- 2006 : Fast Food Nation : Debi Anderson
- 2009 : Dance with the One : Mary
- 2010 : Five Time Champion : Danielle[3]
- 2011 : Dadgum, Texas : Bettie Crawley Magee[3]
- 2011 : Blacktino : Moon[3]
- 2012 : Winter in the Blood : Malvina
- 2013 : Angels Sing : Maggie
- 2013 : Parkland : Lillian Zapruder
- 2015 : 6 Years : Joanne
- 2018 : Miss Arizona : Maybelle
- 2021 : Blue Miracle : Tricia Bisbee
- 2024 : Daisy : Patsy Koehl

### Télévision
- 1986 : Les Incorruptibles de Chicago (série télévisée, 1 Épisode) : Marilyn Stewart
- 1987 : Les Incorruptibles de Chicago (série télévisée, 1 Épisode) : Marilyn Stewart
- 1987 : Le Voyageur (série télévisée, 1 Épisode) : Belinda Haskell
- 1987 : Beverly Hills Buntz (série télévisée, 3 Épisodes) : Rebecca Giswold
- 1988 : Beverly Hills Buntz (série télévisée, 10 Épisodes) : Rebecca Giswold
- 1988 : Baby M (Film Tv) : Sherri
- 1991 : Murder in High Places (Film TV)....
- 1991 : N.Y.P.D. Mounted (Film TV) Donna Lee Wellington
- 1991 : Palace Guard (série télévisée, Épisode pilote) : Apache
- 1994 : Dans l'œil de l'espion (série télévisée, 1 Épisode) : Cristina
- 1995 : Seinfeld (série télévisée, 1 Épisode) :  Shelly
- 1996 : X-Files : Aux frontières du réel (série télévisée, épisode Âmes damnées) : Dét. Angela White
- 1997 : Orleans (série télévisée, 1 Épisode)...
- 1998 : Sex and the City (série télévisée, 1 Épisode) Laney Berlin
- 2000 : New York Police Blues (série télévisée, 1 Épisode) : Jenny Peters
- 2000 : New York, police judiciaire (saison 10, épisode 18) : Maggie Callister
- 2001 : Big Apple (série télévisée, 3 Épisodes) : Joan Kellogg
- 2001 : La Force du destin (série télévisée, épisode inconnu) : Ilene Pringle
- 2002 : In My Life (Film TV)...
- 2002 : FBI : Portés disparus (série télévisée, 1 épisode) : Sarah Pritchard
- 2003 : Boston Public (série télévisée, 1 épisode) : FBI Agent Monica Price
- 2005 : Parents à tout prix (série télévisée, 1 Épisode) : Arianna
- 2005 : Boston Justice (série télévisée, 1 Épisode) : Stephanie Rogers
- 2005 : McBride (Film TV) : Victoria Caine
- 2006 : New York, section criminelle (saison 5, épisode 11) : Hilary Marsden
- 2007 : Friday Night Lights (série télévisée, 7 Épisodes) : Angela Collette
- 2008 : Friday Night Lights (série télévisée, 3 Épisodes) : Angela Collette
- 2008 : New York, section criminelle (saison 7, épisode 16) : Tara Black
- 2009 : Friday Night Lights (série télévisée, 2 Épisodes) : Angela Collette
- 2010 : Friday Night Lights (série télévisée, 2 Épisodes) : Angela Collette
- 2010 : The Deep End (série télévisée, 1 Épisode) : Judge Reyes
- 2014 : New York, unité spéciale (saison 16, épisode 3) : Donna Evans
- 2015 : Nashville (série télévisée, 7 épisodes) : Beverly O'Connor
- 2019 : Chicago Med (série télévisée, 1 épisode) : Jackie Mills
- 2019 : Emergence (série télévisée, 1 épisode) : Vanessa Cox
- 2020 : Grey's Anatomy (série télévisée, 1 épisode) : Dana Hamilton
- 2020 : Bull (série télévisée, 1 épisode) : Evelyn Waters
- 2022 : New York, unité spéciale (saison 24, épisode 3) : Lilah Jones
- 2022 : Unconventional (série télévisée) : Carolyn Guillory